# Riesa
Riesa (in sorabo Ryzawa) è una città tedesca di 29 076 abitanti, nel Land della Sassonia.
Possiede lo status di grande città circondariale (große Kreisstadt).

## Geografia fisica
Si estende su un'area di 58,91 km².

## Gemellaggi
- Lonato del Garda
- Villerupt
- Rotherham
- Mannheim
- Suzhou
- Sandy
- Glogau